# آرون كلافام
آرون دانييل كلافام (بالإنجليزية: Aaron Daniel Clapham)‏ (مواليد 15 يناير 1987 في كريستشيرش) لاعب كرة قدم نيوزيلندي يلعب حاليًا لصالح نادي كانتربوري يونايتد النيوزيلندي.

## روابط خارجية
- آرون كلافام على موقع الاتحاد الدولي (مؤرشف)  (الإنجليزية)
- آرون كلافام على موقع قاعدة بيانات كرة القدم.إي يو (الإنجليزية)
- آرون كلافام على موقع ناشيونال فوتبول تيمز (الإنجليزية)
- آرون كلافام على موقع Soccerway.com (الإنجليزية)
- آرون كلافام على موقع عالم كرة القدم.نت (الإنجليزية)
- آرون كلافام على موقع كووورة